# With You (chanson de Mariah Carey)
Pour les articles homonymes, voir With You.
Singles de Mariah Carey
GTFO
(2018) A No No
(2019)
With You est une chanson de la chanteuse américaine Mariah Carey sortie le 4 octobre 2018. Elle est écrite par Mariah Carey et Dijon MacFarlane et est composée par DJ Mustard. Elle est le second extrait et premier single officiel de son 15e album studio Caution.
La chanson s'érige à la 3e meilleure meilleure place du Hot R&B/Hip-Hop Songs.

## Composition
With You est un titre R&B, qui parle du désir et du bonheur d'une femme de se sentir en sécurité avec son partenaire.

## Promotion
Mariah Carey interprète le titre With You pour la première fois lors des American Music Awards 2018 qui ont eu lieu le 9 octobre 2018 à Los Angeles.

## Accueil
La chanson reçoit d'excellentes critiques.

## Track listing
Digital download
1. "With You" – 3:47

## Clip vidéo
Le vidéoclip réalisé par Sarah McColgan sort sur le compte Vevo de Mariah Carey le 10 octobre 2018,. Il y dévoile Mariah chanter toute seule dans une maison et se balader sur le Walk Of Fame d'Hollywood Boulevard, alternant avec des scènes où elle se trouve dans une voiture ancienne.
Mariah Carey With You Vidéo Officielle Youtube.com

## Classement hebdomadaire
| Chart (2018)                 | Peak position |
| ---------------------------- | ------------- |
| France(SNEP)                 | 125           |
| Espagne (PROMUSICAE)         | 30            |
| US Hot R&B Songs (Billboard) | 3             |